# Издания и переводы «Махабхараты»
Издания и переводы «Махабхараты»

## Издания
Считается, что не позднее середины I тысячелетия н. э. текст «Махабхараты» в основном сложился, но при этом, учитывая первоначально устную природу эпоса, допускал значительные вариации. Древнейшие сохранившиеся рукописи датируются XVI веком.
Первые издания «Махабхараты», осуществлённые в Индии, не носили критического характера. Это калькуттское издание 1834—1839 годов (editio princeps) и Бомбейское издание 1862—1863 года с комментарием Нилакантхи (XVI век) .
Кумбхаконамское издание 1910 года сделано по так называемой южной рецензии (редакции) поэмы, следуя версии телугу. Издание П. П. С. Састри (Мадрас, 1932—1935) представляет южную рецензию. Рукописи южной рецензии состоят из двадцати четырёх книг, но издания делят «Махабхарату» на 18 книг, как и в северной рецензии .
- The Mahābhārata … Vol. 1-5. Calcutta, 1834—1839.
- Mahābhārata. In 4 vol. Bombay, 1863.
- The Southern Recension, 18 volumes, Сritically Еdited by P.P.S. Shastri, and published by Ramaswamy Sastrulu & Sons, Madras, 1932.

### Критическое издание
Задачу подготовки критического издания поставил М. Винтерниц в докладе на XI Международном конгрессе ориенталистов в Париже в 1897 году. План Международной ассоциации академий был принят в 1904 году.
Основная работа началась в Институте востоковедческих исследований в городе Пуна, Индия. 1 апреля 1919 года филолог Р. Г. Бхандаркар написал своей рукой первую шлоку поэмы.
При подготовке были обследованы 1250 рукописей на восьми индийских алфавитах, из них отобрано 734 рукописи, распределённые по северной и южной рецензиям. Впрочем, эти рукописи включают обычно лишь одну или несколько книг. Сплошному сличению подвергались около двадцати основных рукописей. Помимо старейших рукописей, привлекались ранние переводы.
Завершению критического издания было посвящено торжественное заседание 22 сентября 1966 года в Институте Бхандаркара в Пуне под председательством президента Индии С. Радхакришнана. Издание включает 22 больших тома объемом в 13000 страниц.
Как и полагается критическому изданию, помимо основного текста, оно включает многочисленные разночтения, а также главы, исключённые из основного текста. Тем самым представлено всё разнообразие эпической традиции. По объему основного текста оно несколько уступает калькуттскому и бомбейскому изданиям, включая около 76 тыс. шлок-двустиший.
Таким образом, современные английский и русский переводы, сделанные лишь по основному тексту критического издания, неизбежно не передают его во всей полноте. Как указывалось в рецензии В. Донигер О’Флаэрти на перевод ван Бёйтенена, этот текст — некая компилятивная конструкция, не соответствующая какой бы то ни было единственной версии.
При этом ряд важных эпизодов оказались изъятыми, так как отсутствуют во многих рукописях. Например, включенный в IV книгу рассказ о временной импотенции Арджуны тесно связан с рассказом об Урваши из III книги, но последний отнесён лишь в приложение, а не в критическое издание.
Тома критического издания:
- Vol. I. The Ādiparvan, being the first book of the Mahābhārata, the great epic of India, for the first time critically edited by Vishnu S. Sukthankar. Poona, Bhandarkar Oriental Research Institute. 1933.
- Vol. II. The Sabhāparvan (part 1-2), being the second book of the Mahābhārata … edited by Franklin Edgerton. Poona, 1943—1944.
- Vol. III—IV. Āraņyakaparvan (parts 1-2), being the third book of the Mahābhārata … edited by Vishnu S. Sukthankar. Poona, 1942.
- Vol. V. The Virāţaparvan, being the fourth book of the Mahābhārata … edited by Raghu Vira. Poona, 1936.
- Vol. VI. The Udyogaparvan, being the fifth book of the Mahābhārata … edited dy Sushil Kumar De. Poona, 1940.
- Vol. VII. The Bhīşmaparvan, being the sixth book of the Mahābhārata … edited by S. K. Belvalkar. Poona, 1947.
- Vol. VIII—IX. The Droņaparvan, being the seventh book of the Mahābhārata … edited by Sushil Kumar De. Poona, 1958.
- Vol. X. The Karņaparvan, being the eighth book of the Mahābhārata … edited by P. L. Vaidya. Poona, 1954.
- Vol. XI. The Sályaparvan, being the ninth book of the Mahābhārata … edited by Ramachandra Narayan Dandekar. Poona, 1961.
- Vol. XII. Part 1. The Sauptikaparvan, being the tenth book of the Mahābhārata … edited by … Hari Damodar Velankar. Poona, 1948.
- Vol. XII. Part 2. The Strīparvan, being the eleventh book of the Mahābhārata … edited by Vasudev Gopal Paranjpe. Poona, 1956.
- Vol. XIII—XVI. The Śāntiparvan, being the twelfth book of the Mahābhārata … edited by Shripad Krishna Belvalkar, Vishnu S. Sukthankar. In 5 vol. Poona, 1954—1966.
- Vol. XIII. The Śāntiparvan (Rājadharma).
- Vol. XIV. The Śāntiparvan (Āpaddharma).
- Vol. XV. [Mokşadharma, A] … edited by V. S. Sukthankar, S. K. Belvalkar. Poona, 1954.
- Vol. XVI (parts 1-2). The Śāntiparvan (Mokşadharma). B-C.
- Vol. XVII (parts 1-2). The Anuśāsanaparvan, being the thirteenth book of the Mahābhārata … edited by R. N. Dandekar. Poona, 1966.
- Vol. XVIII. The Āśvamedhikaparvan, being the fourteenth book of the Mahābhārata … edited by R. D. Karmakar. Poona, 1960.
- Vol. XIX. Book XV. Ashramavāsikaparvan. Book XVI. Mausalaparvan. Book XVII. Mahāprasthānikaparvan. Book XVIII. Svargārohanaparvan. … Edited by S. K. Belvalkar. Poona, 1959,
- The Harivaṃśa: Being the khila or supplement of the Mahābhārata (2 vols.), for the first time critically edited by Parashuram Lakshman Vaidya et al., Poona: Bhandarkar Oriental Institute, 1969—1971.

Указатель:
- The pratīka-index of the Mahābhārata: being a comprehensive index of the verse quarters occuring in the critical edition of the Mahābhārata. Edited by Parashuram Lakshman Vaidya. Vol. 1-6. Poona, 1967—1972.
- Mahābhārata, cultural index / editor, M.A. Mehendale. Published/Created: Pune, India : Bhandarkar Oriental Research Institute, 1993-<1999 > v. 1, pt. 1-4; v. 2, pt. 1

См. также:
- A Prospectus of a New and Critical Edition of the Mahābhārata Undertaken by the Institute Under the Auspices of Balasaheb Pant Pratinidhi. Bhandarkar Oriental Research Institute. 1919. 42 p.
- The Mahābhārata, a study of the critical edition : with special reference to the Suparṇākhyāna of the Ādiparvan / Mahesh M. Mehta. Bombay, 1976. 124 p,

## Переложения
Помимо многочисленных произведений на сюжет «Махабхараты» в средневековых литературах Индии и Юго-Восточной Азии, которые подробно разрабатывали некоторые её эпизоды, существовал и ряд вольных переложений, которые охватывали всю поэму.
Одной из наиболее ранних (IX—X века) считается несохранившася краткая версия «Махабхараты», предположительно созданная на языке синдхи, с которой был сделан арабский перевод Абу Салиха ибн Шуаиба ибн Джами, а с него на персидский в сочинении «Маджма' ат-таварих».
Сохранился фрагмент тамильского переложения «Барадам» Перундеванара (IX век).
В XI веке Наннаи Бхатта начал поэтический перевод на телугу (первых двух книг «Махабхараты»), затем его продолжили Тиккана (XIII век) и Эррана (начало XIV века). В средние века  переложение на тамильский язык  «Махабхараты» выполнил Вилли, на каннара — Кумара Вьяса (XV век), на малаялам — Эжутаччана.
В 1580 году по поручению императора  Акбара историком Бадауни был выполнен перевод на фарси. Позднее появился арабский перевод.
В Бенгалии в позднее средневековье (XVII век) известно свыше тридцати вариантов перевода «Махабхараты». В маратхском варианте «Махабхараты», написанном Муктешваром (1608—1660) описывается, как царь Душьянта сражается с англичанами и французами.

### Яванская версия
Прозаический перевод на древнеяванский язык был сделан по распоряжению короля Матарама Дхармавангсы Тегуха (990—1007) и сохранился не полностью (лишь 9 книг).
Её английский перевод опубликован индонезийским ученым И. Густи Путу Пхалгунади (en:I. Gusti Putu Phalgunadi)
- Vol 1: Adi Parva — The First Book, 305 pages, 1990, ISBN 81-85179-50-6
- Vol 2: Virataparva — The Fourth Book, 197 pages, 1992, ISBN 81-85689-05-9
- Vol 3: Udyogaparva, 345 pages, 1994, ISBN 81-85689-96-2
- Vol 4: Bhishmaparva, 283 pages, 1995, ISBN 81-86471-05-7
- Vol 5: Asramavasaparva, Mosalaparva, Prasthanikaparva, Svargarohanaparva, 161 pages, 1997, ISBN 81-86471-11-1

## Переводы
Самая популярная часть «Махабхараты» — «Бхагавадгита», которая переводилась около 2000 раз на 75 языков мира , в том числе не менее восьми раз на русский. Однако число полных переводов «Махабхараты» невелико.

### Английские переводы
Первый полный перевод «Махабхараты» был сделан бенгальским учёным Кишари Мохан Гангули (en:Kisari Mohan Ganguli) (чаще его называют «переводом Роя» по имени издателя Пратап Чандры Роя) и опубликован в 1883—1896 годах, вскоре последовал перевод другого бенгальского ученого Манматхи Н. Датта. Перевод Гангули снабжен многочисленными примечаниями, отражающими средневековую традицию восприятия эпоса. Ван Бёйтенен отмечает, что он нередко отклоняется от текста.
- The Mahābhārata of Krishna-Dwaipayana Vyasa. In 12 vol. Tr. into English prose … by P.Ch.Roy. Calcutta, 1883—1896.
- The Mahabharata, translated into English Prose from the Original Sanskrit Text by Kisari Mohan Ganguli. Vol. I—IV (books I—XVIII). New Delhi, 1993 (first paperback edition)
- A prose English translation of the Mahābhārata. In 18 vol. / Ed. And publ. By M. N. Dutt. Calcutta, 1895—1905.

Работу над переводом, сделанным по критическому изданию, начал профессор Чикагского университета Иоганн Адриан Бернард ван Бёйтенен (1928—1979), опубликовавший первые пять книг (1973—1979). В 2003 Дж. Л. Фицджеральд опубликовал перевод книги XI и первой половины книги XII. Работу над переводом ведёт коллектив авторов: Д. Гитомер (книги 6-10), Дж. Л. Фицджеральд (книги 11-13) и В. Донигер О’Флаэрти (книги 14-18) .
- Vol. 1: Parva 1, The Book of the Beginning. Transl. by J. A. B. van Buitenen. Chicago-London, 1973. 2nd ed. 545 pages, 1980, ISBN 0-226-84663-6 Книга на Google-books
- Vol. 2: Parvas 2-3. The Book of the Assembly Hall. The Book of the Forest. Transl. by J. A. B. van Buitenen, J. L. Fitzgerald. Chicago-London, 1975. 2nd ed. 871 pages, 1981, ISBN 0-226-84664-4 Книга на Google-books
- Vol. 3: Parvas 4-5. The Book of Virata. The Book of the Effort. Transl. by J. A. B. van Buitenen. Chicago-London, 1978. 2nd ed. 582 pages, 1983, ISBN 0-226-84665-2
- Vol. 7: Parva 11, first half of parva 12. Trans. by J. L. Fitzgerald. 848 pages, 2003, ISBN 0-226-25250-7

Еще один перевод:
- The Sauptikaparvan. Trans. by W. J. Johnson. Oxford UP. 1998.

Перевод, основанный на Бомбейском издании (версия Нилакантхи), публикуется издательством Университета Нью-Йорка начиная с 2005 года.
- Maha-bhárata II: The Great Hall: 588 pp, Paul Wilmot, 2006, ISBN 978-0-8147-9406-7
- Maha-bhárata III: The Forest (volume four of four): 374 pp, William J. Johnson, 2005, ISBN 978-0-8147-4278-5
- Maha-bhárata IV: Viráta: 516 pp, Kathleen Garbutt, 2007, ISBN 978-0-8147-3183-3
- Maha-bhárata V: Preparations for War (volume one of two): 450 pp, Kathleen Garbutt, 2008, ISBN 978-0-8147-3191-8
- Maha-bhárata V: Preparations for War. Volume 2. 760 pages. Translated by Kathleen Garbutt. 2008, ISBN 978-0-8147-3202-1
- Maha-bhárata VI: Bhishma. Volume 1. (Including the "Bhagavad Gita" in Context.) 615 pages. Translated by Alex Cherniak. 2008, ISBN 978-0-8147-1696-0
- Maha·bhárata VI: Bhishma. Volume 2. 550 pages. Translated by Alex Cherniak. 2009, ISBN 978-0-8147-1705-9
- Maha-bhárata VII: Drona (volume one of four): 473 pp, Vaughan Pilikian, 2006, ISBN 978-0-8147-6723-8
- Maha·bhárata VII: Drona. Volume 2. 470 pages. Translated by Vaughan Pilikian. 2009, ISBN 978-0-8147-6776-4
- Maha-bhárata VIII: Karna (volume one of two): 604 pp, Adam Bowles, 2007, ISBN 978-0-8147-9981-9
- Maha-bhárata VIII: Karna (volume two of two): 450 pp, Adam Bowles, 2008, ISBN 978-0-8147-9995-6
- Maha-bhárata IX: Shalya (volume one of two): 371 pp, Justin Meiland, 2005, ISBN 978-0-8147-5706-2
- Maha-bhárata IX: Shalya (volume two of two): 470 pp, Justin Meiland, 2007, ISBN 978-0-8147-5737-6
- Maha·bhárata X & XI: "Dead of the Night" and "The Women". 350 pages. Translated by Kate Crosby. 2009, ISBN 978-0-8147-1727-1
- Maha·bhárata XII: Peace. (Part 2: The Book of Liberation.) Volume 3 (of five). 540 pages. Translated by Alex Wynne. 2009, ISBN 0-8147-9453-X (?)

Индийский поэт из Пенджаба Пурушоттама Лал (en:P. Lal, р.1929) с 1970-х годов опубликовал 338 выпусков своего полного перевода «Махабхараты», включающего все шлоки всех редакций поэмы. Автор обозначает свой труд как «воссоздание» (transcreation). Сейчас перевод переиздается в больших томах.
- Vol. 1: Adi Parva, 1232 pages, 2005, ISBN 81-8157-370-6
- Vol. 2: Sabha Parva, 520 pages, 2005, ISBN 81-8157-382-X
- Vol. 3: Vana Parva, 1580 pages, 2005, ISBN 81-8157-448-6
- Vol. 4: Virata Parva, 400 pages, 2006, ISBN 81-8157-382-X
- Vol. 5: Udyoga Parva, 970 pages, 2006, ISBN 81-8157-530-X
- Vol. 6: Bhishma Parva, 920 pages, 2006, ISBN 81-8157-548-2
- Vol. 7: Drona Parva, 1522 pages, 2007, ISBN 81-8157-640-3
- Vol. 8: Karna Parva, 1025 pages, 2008, ISBN 978-81-8157-711-5
- Vol. 10: Sauptika Parva, 173 pages, 2008, ISBN 978-81-8157-723-8
- Vol. 11: Stri Parva, 173 pages, 2008, ISBN 978-81-8157-729-0
- Vol. 14: Asvamedhika Parva, 424 pages, 2008, ISBN 978-81-8157-731-3
- Vol. 15: Asramavasuka Parva, 157 pages, 2007, ISBN 81-8157-606-3
- Vol. 16: Mausala Parva, 60 pages, 2006, ISBN 81-8157-550-4
- Vol. 17: Mahaprasthana Parva, 30 pages, 2006 ISBN 81-8157-552-0
- Vol. 18: Svargarohana Parva, 80 pages, 2006 ISBN 81-8157-554-7

### На новоиндийские языки
- Перевод Калипрасанна Сингха (1841—1870) на бенгальский, выполненный в 1858—1866 годах .
- Перевод Кодунгаллура Кунхикуттана Тампурана на малаялам, переведены 12 книг (конец XIX века) [15].
- Перевод Маналура Рангачариара на тамильский (конец XIX века) [16].
- Восьмитомный перевод на хинди.
  - Complete Mahabharata, with Hindi translation, Gita Press, Gorakhpur, 8 vols.

### Французские переводы
В 1787 году с английского перевода был сделан французский перевод «Бхагавадгиты». Работу над полным переводом вёл Ипполит Фуше, опубликовавший десять томов (включивших первые 8 книг поэмы), но из-за смерти переводчика издание не было завершено.
- Le Mahābhārata, poéme épique. / H. Fauche. Paris, 1863—1870.

Трехтомник, включающий избранные сказания из «Махабхараты», опубликован переводчиками из Квебека Жилем Шофельберже и Ги Венсаном в 2004—2005 годах .

### Немецкие переводы
В начале XIX века отрывки из «Махабхараты» переводил Ф. Шлегель, они помещены в его книге «О языке и мудрости индийцев» (1808). Ф. Бопп перевел на немецкий «Сказание о Хидимбе» (1816).
«Сказание о Нале» перевёл на латынь Ф. Бопп (1819), с латинского на немецкий это сказание было переведено поэтом Ф. Рюккертом, чей перевод, в свою очередь, переложил В. А. Жуковский.

### Итальянские переводы
Итальянский стихотворный перевод (октавами) эпизодов «Махабхараты» был выполнен Микеле Кербакером (1835—1914) и опубликован посмертно.
- Kerbaker, M. Storia di Nolo : episodio del Mahabharata tradotto in 8 a rima da . . . Torino. 1878. [IV, 292.] (перевод «Наля и Дамаянти»)
- Il Mahabharata. Tr. M. Kerbaker. Ed. K.Formuchi, V.Pisani. Rome, 1933—1939. Vol.1-5.

### Китайские переводы
Китайский перевод с санскрита завершен в 2005 году индологом Хуан Баошэн (кит. упр. 黄宝生, кит. трад. 黃寶生) Пекинского университета иностранных языков.
| №    | Название                   | Главы  |
| ---- | -------------------------- | ------ |
| 1    | 初篇 (Адипарва)            | 1-19   |
| 2    | 大会篇 (Сабхапарва)        | 20-28  |
| 3    | 森林篇 (Араньякапарва)     | 29-44  |
| 4    | 毗罗陀篇 (Виратапарва)     | 45-48  |
| 5    | 斡旋篇 (Удьйогапарва)      | 49-59  |
| 6    | 毗湿摩篇 (Бхишмапарва)     | 60-64  |
| 7    | 德罗纳篇 (Дронапарва)      | 65-72  |
| 8    | 迦尔纳篇 (Карнапарва)      | 73     |
| 9    | 沙利耶篇 (Шальяпарва)      | 74-77  |
| 10   | 夜袭篇 (Сауптикапарва)     | 78-80  |
| 11   | 妇女篇 (Сауптикапарва)     | 81-85  |
| 12   | 和平篇 (Шантипарва)        | 86-88  |
| 13   | 教诫篇 (Анушасанапарва)    | 89-90  |
| 14   | 马祭篇 (Ашвамедхикапарва)  | 91-92  |
| 15   | 林居篇 (Ашрамавасикапарва) | 93-95  |
| 16   | 杵战篇 (Ашрамавасикапарва) | 96     |
| 17   | 远行篇 (Ашрамавасикапарва) | 97     |
| 18   | 升天篇 (Ашрамавасикапарва) | 98     |
| 附篇 | 诃利世系 (Остальные)       | 99-100 |

### Японские переводы
На японском существует два перевода: Полный перевод (マハーバーラタ) с английского был издана издательством Санити (三一書房) в 1990-х. Перевод был выполнен индологом Ямагива Мотоо (山際素男). Второй перевод (原典訳 マハーバーラタ) с санскрита сделан специалистом по античной индийской литературе Камимура Кацухико (上村勝彦).

### Русские переводы

#### Переводы XIX — начала XX века
Перевод «Бхагавадгиты» появился уже в 1788 году. В 1840—1850-е годы были опубликованы ряд эпизодов, после чего интерес к эпосу уменьшился.
- Петров П. Песнь Налы из Махабхараты. Кн.1. // Телескоп. 1835. Ч.26. № 7, с.342-346.
- Петров П. Матсьопакьанам, или Сказание о рыбе (из Махабхараты). // Москвитянин. 1841. Ч.4. № 8, с.404-409.
- Петров П. Похищение Драупадии (из Махабхараты). // Отечественные записки. 1841. Т. XIX, № 12, отд. III, с. 185—197.
- Сказание о Савитрии: (Из «Махабхараты»). / Пер. с санскрита П.Петрова. // Москвитянин. 1841. Ч.6. № 12. С.337-352.
- Наль и Дамаянти. Индийская повесть. / Пер. В. А. Жуковского. СПб, 1844.
- Сундас и Упасундас. Эпизод из Магабгараты. / Пер. К. Коссовича. // Москвитянин. 1844. Ч.1. № 2, с.311-329.
- Сунд и Упасунд. Рассказ из Магабгараты. / Пер. Н. Берга. // Москвитянин. 1851. № 14, кн.2, с.97-118.
- Наль и Дамаянти. Эпизод из Магабгараты, поэмы мудреца Въяса. / Пер. с санскрита И. Коссовича. М., 1851. 2-е изд. М., 1852.
- Легенда об охотнике и паре голубей. Извлечение из Махабгараты, с присовокуплением русск. транскр., латинского перевода и санскр.-русск. глоссария. / Пер. К.Коссовича. СПб, 1857.
  - 2-е изд., вступ. ст. К. А. Коссовича; испр. и доп. М. Ю. Гасунса. — Москва: Книгоиздательство «АБВ», 2018. — 176 с.: 1 л. портр. — (Bibliotheca Sanscritica; XIII).

#### Полный академический перевод
Работу над полным русским (прозаическим) переводом начал В. И. Кальянов (1908—2001) в Ленинграде в 1939 году, она продолжается по сей день. Опубликованы переводы шестнадцати книг, ведется работа над оставшимися двумя. По оценке В. Г. Эрмана , важным этапом служит издание 1987 года, в котором впервые был предложен подробный историко-культурный комментарий к тексту.
- Махабхарата. [В 18 кн.] М.-Л.-СПб, 1950—2017-.
- Кн.1. Адипарва. Книга первая. / Пер. и комм. В. И. Кальянова. Под ред. А. П. Баранникова. (Серия «Литературные памятники»). М.-Л., Изд-во АН. 1950. 736 стр. 3000 экз. 2-е изд. М., Ладомир. 1992. 736 стр. 1000 экз. 3-е изд. СПб, Наука. 2006. 744 стр. 2000 экз.
- Кн.2. Сабхапарва, или Книга о собрании. / Пер. и комм. В. И. Кальянова. Отв. ред. Б. А. Ларин. (Серия «Литературные памятники»). М.-Л., Изд-во АН. 1962. 256 стр. 2800 экз. 2-е изд. М., Ладомир. 1992. 256 стр. 1000 экз. 3-е изд. СПб, Наука. 2007. 256 стр. 2000 экз.
- Кн.3. Лесная (Араньякапарва). / Пер. и комм. Я. В. Василькова, С. Л. Невелевой. Отв. ред. М. Н. Боголюбов. (Серия «Памятники письменности Востока». Вып. 80). М., Наука (ГРВЛ). 1987. 800 стр. 35000 экз.
- Кн.4. Виратапарва, или Книга о Вирате. / Пер. и комм. В. И. Кальянова. Отв. ред. В. В. Струве. (Серия «Литературные памятники»). Л., Наука. 1967. 216 стр. 10000 экз. 2-е изд. М., Ладомир. 1993. 216 стр. 5000 экз. 3-е изд. СПб, Наука. 2007.
- Кн.5. Удьйогапарва, или Книга о старании. / Пер. и комм. В. И. Кальянова. Отв. ред. М. Н. Боголюбов. (Серия «Литературные памятники»). Л., Наука. 1976. 592 стр. 25000 экз.
- Кн.6. Бхишмапарва, или Книга о Бхишме. / Пер. и комм. В. Г. Эрмана. Отв. ред. С. Л. Невелева. Статья С. Д. Серебряного. (Серия «Литературные памятники»). М., Ладомир. 2009. 480 стр. 2000 экз. ISBN 978-5-86218-402-0
- Кн.7. Дронапарва, или Книга о Дроне. / Пер. и комм. В. И. Кальянова. Отв. ред. М. Н. Боголюбов. СПб, Наука. 1992. 656 стр. 2-е изд. СПб, Наука. 1993. 656 стр. 25000 экз.
- Кн.8. О Карне (Карнапарва). / Пер. и комм. Я. В. Василькова, С. Л. Невелевой. Отв. ред. В. Г. Эрман. (Серия «Памятники письменности Востока». Вып. 91). М., Наука (ГРВЛ). 1990. 328 стр. 25000 экз.
- Кн.9. Шальяпарва, или Книга о Шалье. / Пер. и комм. В. И. Кальянова. М., Ладомир. 1996. 352 стр. 3000 экз.
- Кн.10-11. Сауптикапарва, или Книга об избиении спящих воинов. Стрипарва, или Книга о женах. / Пер. и комм. Я. В. Василькова, С. Л. Невелевой. М., ЯнусК. 1998. 240 стр. 2000 экз.
- Кн.12. Шантипарва. (идет работа над переводом)
- Кн.13. Анушасанапарва. (не переведена)
- Кн.14. Ашвамедхикапарва, или Книга о жертвоприношении коня. / Пер. и комм. Я. В. Василькова, С. Л. Невелевой. Отв. ред. И. М. Стеблин-Каменский. СПб, Наука. 2003. 312 стр. 2000 экз.
- Кн.15-18. Ашрамавасикапарва, или Книга о жизни в обители. Маусалапарва, или Книга о побоище палицами. Махапрастханикапарва, или Книга о великом исходе. Сваргароханапарва, или Книга о восхождении на небеса. / Пер. и комм. Я. В. Василькова, С. Л. Невелевой. Отв. ред. И. М. Стеблин-Каменский. СПб, Наука. 2005. 240 стр. 2000 экз.

#### Иные переводы середины XX — начала XXI века
Б. Л. Смирнов (1891—1967) в Ашхабаде опубликовал несколько томов переводов так называемых «философских текстов» «Махабхараты», общий объём 23000 шлок. Наиболее подробен комментарий к переводу «Бхагавадгиты».
Несколько эпизодов в 1950-е годы перевела Нина Владиславовна Лобанова (1904—1976).
Значительными тиражами публиковались стихотворные рифмованные переложения, сделанные С. И. Липкиным по подстрочникам (1958, 1969, 1974). По мнению П. А. Гринцера, они «создают неверное представление о подлиннике», эпос «приобретает несвойственное ему куртуазное звучание» .
Из пересказов содержания наибольшую ценность имеет впервые опубликованное в 1963 году переложение индологов Э. Н. Тёмкина и В. Г. Эрмана.
Махабхарата. Философские тексты:
- Вып.1. Кн.1. Две поэмы из 3-й книги. (Сказание о Нале. Супружеская верность). Аш.,1955. 183 стр. 2-е изд., перераб. Аш., 1959. 179 стр. 1986. 164 стр.
- Вып.1. Кн.2. Анугита (из кн.14). Санатсуджата (из кн.3, гл.42-45). Аш., 1977.
- Вып.2. Бхагавадгита (кн.6, гл.25-42). Аш.,1956. 361 стр. 2-е изд., перераб. Аш.,1960. 402 стр. 1962. 212 стр. 1977. 336 стр. (переиздания: М., 1994; СПб, 2000)
- Вып.3. «Горец». Эпизоды из книг III, V. Аш., 1957. 597 стр. 1985. 488 стр. (включает «Сказание о Раме». «Путешествие Бхагавана». «Восхождение на небо Индры»).
- Вып.4. «Анугита». Эпизоды из книг III, XIV. Книги XI, XVII, XVIII. (Беседы Маркандеи. Анугита. О женах. Великий исход. Вознесение на небо). Аш., 1958. 576 стр.
- Вып.5. Кн.1. Мокшадхарма (Основа освобождения). Кн.12, гл.174-335. Шлоки 6457-12649. Ашхабад, 1961. 2-е изд. 1983. 664 стр.
- Вып.5. Кн.2. Нараяния. (Кн.12, гл.336-367. Шлоки 6457-13943). Ашхабад, 1961. 2-е изд. 1984. 328 стр.
- Вып.6. «Хождение по криницам». (кн.3, гл.80-175, 311—315). Аш.,1962. 616 стр. 1989. 584 стр.
- Вып.7. Ч.2. Книга о Бхишме (кн.6, гл.13-24). Книга о побоище палицами (кн.16). Аш.,1963. 340 стр. 1981. 292 стр.
- Вып.8. Нападение на спящих. О женах. Ашхабад, 1972. 1982. 204 стр.

Переводы Лобановой:
- «Повесть о Савитри» (Мбх. Кн.3. Гл.277-282) в переводе Н. В. Лобановой. // Петербургское востоковедение. Вып.9. СПб,1997. С.90-114.
- Фрагмент «Плача Гандхари» (главы 16-17) в переводе Н. В. Лобановой. // Махабхарата. Кн.10, 11. М., 1998. С.96-106.

Стихотворные переложения:
- Сожжение змей. Сказание из индийского эпоса «Махабхарата». / Пер. С.Липкина. М., ГЛИ. 1958.
- Махабхарата. Четыре сказания. / Пер. С.Липкина. М., ХЛ. 1969.
- Махабхарата. Рамаяна. (Серия «Библиотека всемирной литературы», т.2). М., ХЛ. 1974. 608 стр. 303000 экз. С.23-382. (переиздание пяти ранее опубликованных сказаний, впервые издано «Сказание о сражении на поле кауравов»)
- Махабхарата. / Поэтическое переложение С. Л. Северцева. М., Международный центр Рерихов. 2000. 336 стр.

Прозаические переводы:
- Комментированный перевод гл. 49 из кн. VI, учитывающий эпические формулы. // Гринцер П. А. Древнеиндийский эпос. М., 1974. С. 72-88.
- «Испытание адом». Последние книги «Махабхараты» (XVII, XVIII). / Пер. О. Н. Крыловой, под ред. С. Л. Невелевой. // Петербургское востоковедение. Вып. 9. СПб, 1997. С. 51-84.
- Махабхарата. Маусала-парва. Махапрастханика-парва. Сварга-арохана-парва. / Пер., предисл. и комм. А. А. Игнатьева. Калининград, 2002. 71 стр.
- Диалог Джанаки и Яджнавалкьи (Махабхарата XII 298—306). / Пер. В. К. Шохина.
- Царь Джанака и отшельница Сулабха (Махабхарата XII 308). / Вступ. ст., пер. и комм. В. К. Шохина. // Восток. 1997. № 4.

Пересказы содержания:
- Смирнова А. Г. Маха-Бхарата (Махабхарата). Индийская Илиада. СПб, 1899. 72 стр.
- Ильин Г. Ф. Старинное индийское сказание о героях древности (Махабхарата). М., Изд-во АН. 1958.
- Махабхарата, или Сказание о великой битве потомков Бхараты. Древнеиндийский эпос. / Лит. изложение Э. Н. Темкина и В. Г. Эрмана. М., ИВЛ. 1963.
- Три великих сказания Древней Индии. (Сказание о Раме. Сказание о Кришне. Сказание о великой битве потомков Бхараты). Литературное изложение Э. Н. Темкина и В. Г. Эрмана. М., Наука. 1978. 576 стр. С. 381-557. (переиздание: СПб, 1995)
- Махабхарата. / Пересказала для детей Н. Гусева. М., Дет. лит. 1964. 214 стр. 30 т. э. М., Дет. лит. 1984. 222 стр. 100000 экз.
- Рамаяна; Махабхарата. Пересказ Н. Р. Гусевой. М., Алетейа. 2002.
- Махабхарата. СПб, Азбука. 2001.

О русских переводах Бхагавадгиты см. в соответствующей статье.